# Pakleštica
Pakleštica (en serbe cyrillique : Паклештица) est un village de Serbie situé dans la municipalité de Pirot, district de Pirot. Au recensement de 2011, il comptait 34 habitants.

## Géographie
Pakleštica est située sur les bords de la Visočica.

## Histoire
Le village de Pakleštica est mentionné pour la première fois en 1576-1577.

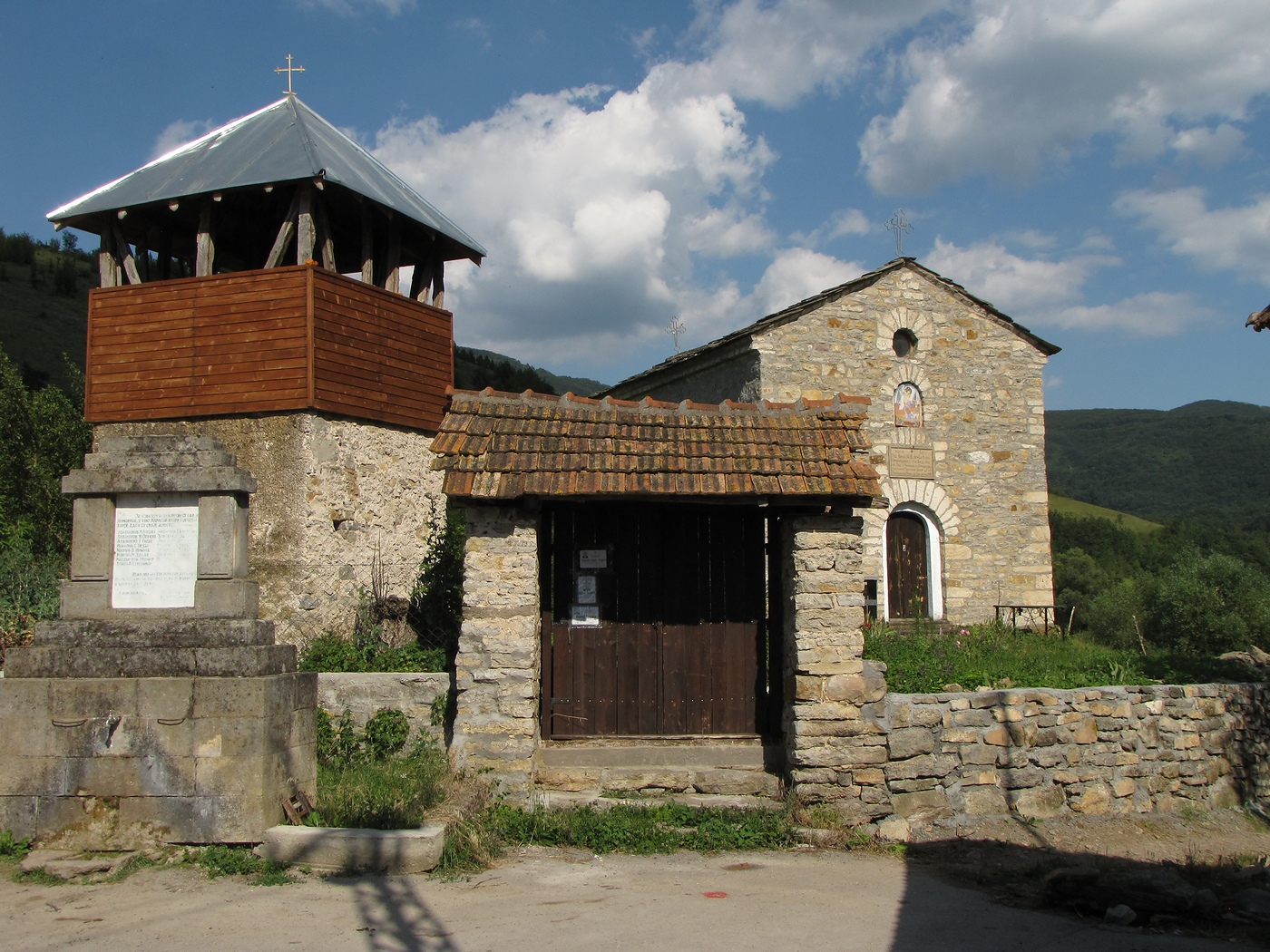
L'église de Pakleštica

## Démographie
| 1948 | 1953 | 1961 | 1971 | 1981 | 1991 | 2002 | 2011 |
| ---- | ---- | ---- | ---- | ---- | ---- | ---- | ---- |
| 758  | 729  | 666  | 412  | 190  | 91   | 56   | 34   |

|  |

## Personnalités
- Jovanović−Mali Rista
- Mihailo Panajotović
- Mina Vojčić
- Bogoljub Đorđević
- Zoran Vasić